# Cip l'arcipoliziotto
Cip l'arcipoliziotto, o semplicemente Cip, è un personaggio immaginario dei fumetti ideato da Benito Jacovitti, protagonista dell'omonima serie a fumetti nota anche come Cip e Zagar; viene a volte indicato come l'arcipoliziotto con tre "t"; è stato uno dei primi personaggi seriali creati dall'autore durante la sua collaborazione con la rivista Il Vittorioso dove esordì nel 1945.

## Caratterizzazione del personaggio
È un ometto piccolo e calvo, che indossa sempre un grosso frac. Pronuncia in continuazione la sua frase distintiva, lo supponevo!, spesso dopo che qualcun altro ha intuito la risoluzione di un mistero. Sono anche ammesse variazioni sul tema. Nelle sue storie tenta sempre di acciuffare il criminale Zagar con l'aiuto del suo fido assistente Gallina, che lo chiama "maestro". Talvolta è anche accompagnato dal fido cane poliziotto, Kilometro, un lunghissimo cane bassotto.